# Band Aid
Band Aid je bio sastav pop elite iz Ujedinjenog Kraljevstva i Irske. Band Aid je snimio pred Božić 1984., božićnu pjesmu Do They Know It's Christmas?, na inicijativu Boba Geldofa. Zarada od izvedbe pjesme bila je namijenjena gladnima u Etiopiji. Pet godina kasnije nova postava glazbenika otpjevala je istu pjesmu pod nazivom Band Aid II, a za proslavu 20. godišnjice Band Aida, konstalacija novih glazbenika ponovno pjeva ovu pjesmu pod nazivom Band Aid 20.

## Članovi
Originalni članovi Band Aid sastava:
- Phil Collins
- Bob Geldof (iz sastava Boomtown Rats)
- Steve Norman (iz sastava Spandau Ballet)
- Chris Cross (iz sastava Ultravox)
- Nigel John Taylor (iz sastava Duran Duran)
- Paul Young
- Tony Hadley (iz sastava Spandau Ballet)
- Glenn Gregory (iz sastava Heaven 17)
- Simon Le Bon (iz sastava Duran Duran)
- Simon Crowe (iz sastava Boomtown Rats)
- Marilyn
- Keren Woodward (iz sastava Bananarama)
- Martin Kemp (iz sastava Spandau Ballet)
- Jody Watley (iz sastava Shalamar)
- Bono (iz sastava U2)
- Paul Weller (iz sastava The Style Council prije toga The Jam)
- James "JT" Taylor (iz sastava Kool & the Gang)
- George Michael (iz sastava Wham!)
- Midge Ure (iz sastava Ultravox)
- Martyn Ware (iz sastava Heaven 17)
- John Keeble (iz sastava Spandau Ballet)
- Gary Kemp (iz sastava Spandau Ballet)
- Roger Andrew Taylor (iz sastava Duran Duran)
- Sarah Dallin (iz sastava Bananarama)
- Siobhan Fahey (iz sastava Bananarama)
- Pete Briquette (iz sastava Boomtown Rats)
- Francis Rossi (iz sastava Status Quo)
- Robert 'Kool' Bell (iz sastava Kool & the Gang)
- Dennis Thomas (iz sastava Kool & the Gang)
- Andy Taylor (iz sastava Duran Duran)
- Jon Moss (iz sastava Culture Club a prije toga Adam and the Ants)
- Sting
- Rick Parfitt (iz sastava Status Quo)
- Nick Rhodes (iz sastava Duran Duran)
- Johnny Fingers (iz sastava Boomtown Rats)
- David Bowie
- Adam Clayton (iz sastava U2)
- Boy George (iz sastava Culture Club)
- Holly Johnson (iz sastava Frankie Goes to Hollywood)
- Paul McCartney
- Stuart Adamson (iz sastava Big Country)
- Bruce Watson (iz sastava Big Country)
- Tony Butler (iz sastava Big Country)
- Mark Brzezicki (iz sastava Big Country)
- Peter Blake

## Vidjeti također
- Live Aid
- Bob Geldof